# Lista de mídias da série Ace Combat

Logo da franquia Ace Combat, usado desde Ace Combat 5: The Unsung War de 2004

Ace Combat é uma franquia de jogos eletrônicos do gênero simulação de combate aéreo que, em sua maioria, se passam em um mundo ficcional semelhante à Terra moderna chamado de Strangereal. A série principal é formada por oito títulos lançados entre 1995 e 2019, todos desenvolvidos e publicados primeiro pela Namco e depois por sua sucessora Bandai Namco Entertainment. Além disso, há também jogos derivados e produtos em outras mídias na forma de publicações impressas e álbuns musicais.
O primeiro título da série foi Air Combat, chamado originalmente no Japão de Ace Combat, lançado em 1995 para o PlayStation original. Seguiram-se mais dois títulos no mesmo console, Ace Combat 2 em 1997 e Ace Combat 3: Electrosphere em 1999. A franquia lançou outros três jogos eletrônicos no PlayStation 2, sendo estes Ace Combat 04: Shattered Skies em 2001, Ace Combat 5: The Unsung War em 2004 e Ace Combat Zero: The Belkan War em 2006. Ace Combat 6: Fires of Liberation estreou no ano seguinte exclusivamente para Xbox 360, enquanto Ace Combat 7: Skies Unknown foi lançado em 2019 para Microsoft Windows, PlayStation 4 e Xbox One.
Em paralelo aos títulos da série principal, a Namco e a Bandai Namco já lançaram diversos títulos derivados em diversas plataformas, principalmente portáteis como Ace Combat Advance para o Game Boy Advance, Ace Combat X: Skies of Deception para o PlayStation Portable e Ace Combat: Assault Horizon Legacy para o Nintendo 3DS. Além dos jogos eletrônicos principais e derivados, a série Ace Combat possui diversos álbuns contendo as trilhas sonoras originais da grande maioria dos jogos principais e alguns dos derivados e também publicações imprensas, mais notavelmente o romance Ace Combat: Ikaros in the Sky e o livro de arte Aces at War: A History.

## Jogos eletrônicos

### Principais
| Título | Detalhes |
| --- | --- |
| Air Combat Datas de lançamento originais: - JP: 30 de junho de 1995[carece de fontes?] - AN: 9 de setembro de 1995[carece de fontes?] - PAL: 29 de setembro de 1995[carece de fontes?]                       | Anos de lançamento por sistema: 1995 – PlayStation[carece de fontes?] |
| Air Combat Datas de lançamento originais: - JP: 30 de junho de 1995[carece de fontes?] - AN: 9 de setembro de 1995[carece de fontes?] - PAL: 29 de setembro de 1995[carece de fontes?]                       | Notas: - Desenvolvido e publicado pela Namco - Chamado no Japão de Ace Combat (エースコンバット) |
| Ace Combat 2 Datas de lançamento originais: - JP: 30 de maio de 1997 - AN: 31 de julho de 1997 - EU: 24 de outubro de 1997                                                                                   | Anos de lançamento por sistema: 1997 – PlayStation 2005 – PlayStation 2 |
| Ace Combat 2 Datas de lançamento originais: - JP: 30 de maio de 1997 - AN: 31 de julho de 1997 - EU: 24 de outubro de 1997                                                                                   | Notas: - Desenvolvido e publicado pela Namco - Versão de PlayStation 2 lançada como parte da NamCollection |
| Ace Combat 3: Electrosphere Datas de lançamento originais: - JP: 27 de maio de 1999 - EU: 21 de janeiro de 2000 - AN: 2 de março de 2000                                                                     | Anos de lançamento por sistema: 1999 – PlayStation |
| Ace Combat 3: Electrosphere Datas de lançamento originais: - JP: 27 de maio de 1999 - EU: 21 de janeiro de 2000 - AN: 2 de março de 2000                                                                     | Notas: - Desenvolvido e publicado pela Namco |
| Ace Combat 04: Shattered Skies Datas de lançamento originais: - JP: 13 de setembro de 2001[carece de fontes?] - AN: 1 de novembro de 2001[carece de fontes?] - EU: 8 de fevereiro de 2002[carece de fontes?] | Anos de lançamento por sistema: 2001 – PlayStation 2[carece de fontes?] |
| Ace Combat 04: Shattered Skies Datas de lançamento originais: - JP: 13 de setembro de 2001[carece de fontes?] - AN: 1 de novembro de 2001[carece de fontes?] - EU: 8 de fevereiro de 2002[carece de fontes?] | Notas: - Desenvolvido e publicado pela Namco[carece de fontes?] - Chamado na Europa de Ace Combat: Distant Thunder |
| Ace Combat 5: The Unsung War Datas de lançamento originais: - JP: 21 de outubro de 2004 - AN: 25 de outubro de 2004 - EU: 18 de fevereiro de 2005                                                            | Anos de lançamento por sistema: 2004 – PlayStation 2 2019 – PlayStation 4 |
| Ace Combat 5: The Unsung War Datas de lançamento originais: - JP: 21 de outubro de 2004 - AN: 25 de outubro de 2004 - EU: 18 de fevereiro de 2005                                                            | Notas: - Desenvolvido e publicado pela Namco - Chamado na Europa de Ace Combat: Squadron Leader - Versão de PlayStation 4 lançada como bônus de pré-venda de Ace Combat 7: Skies Unknown |
| Ace Combat Zero: The Belkan War Datas de lançamento originais: - JP: 23 de março de 2006[carece de fontes?] - AN: 25 de abril de 2006[carece de fontes?] - EU: 15 de setembro de 2006[carece de fontes?]     | Anos de lançamento por sistema: 2006 – PlayStation 2[carece de fontes?] |
| Ace Combat Zero: The Belkan War Datas de lançamento originais: - JP: 23 de março de 2006[carece de fontes?] - AN: 25 de abril de 2006[carece de fontes?] - EU: 15 de setembro de 2006[carece de fontes?]     | Notas: - Desenvolvido e publicado pela Namco Bandai Games[carece de fontes?] - Chamado na Europa de Ace Combat: The Belkan War[carece de fontes?] |
| Ace Combat 6: Fires of Liberation Datas de lançamento originais: - AN: 23 de outubro de 2007 - JP: 1 de novembro de 2007 - EU: 23 de novembro de 2007                                                        | Anos de lançamento por sistema: 2007 – Xbox 360 2019 – Xbox One |
| Ace Combat 6: Fires of Liberation Datas de lançamento originais: - AN: 23 de outubro de 2007 - JP: 1 de novembro de 2007 - EU: 23 de novembro de 2007                                                        | Notas: - Desenvolvido e publicado pela Namco Bandai Games - Versão de Xbox One lançada como bônus de pré-venda de Ace Combat 7: Skies Unknown |
| Ace Combat 7: Skies Unknown Data de lançamento original: 18 de janeiro de 2019 | Anos de lançamento por sistema: 2019 – Microsoft Windows, PlayStation 4, Xbox One |
| Ace Combat 7: Skies Unknown Data de lançamento original: 18 de janeiro de 2019 | Notas: - Desenvolvido pela Bandai Namco Studios - Publicado pela Bandai Namco Entertainment - Expansão Unexpected Visitor lançada digitalmente em setembro de 2019 - Expansão Anchorhead Raid lançada digitalmente em outubro de 2019 - Expansão Ten Million Relief Plan lançada digitalmente em novembro de 2019 |

### Secundários
| Título | Detalhes |
| --- | --- |
| Ace Combat Advance Datas de lançamento originais: - AN: 22 de fevereiro de 2005 | Anos de lançamento por sistema: 2005 – Game Boy Advance |
| Ace Combat Advance Datas de lançamento originais: - AN: 22 de fevereiro de 2005 | Notas: - Desenvolvido pela Human Soft - Publicado pela Namco |
| Ace Combat X: Skies of Deception Datas de lançamento originais: - AN: 24 de outubro de 2006[carece de fontes?] - JP: 26 de outubro de 2006[carece de fontes?] - EU: novembro de 2006[carece de fontes?] | Anos de lançamento por sistema: 2006 – PlayStation Portable[carece de fontes?] |
| Ace Combat X: Skies of Deception Datas de lançamento originais: - AN: 24 de outubro de 2006[carece de fontes?] - JP: 26 de outubro de 2006[carece de fontes?] - EU: novembro de 2006[carece de fontes?] | Notas: - Desenvolvido pela Access Games[carece de fontes?] - Publicado pela Namco Bandai Games[carece de fontes?]                                                                              |
| Ace Combat Xi: Skies of Incursion Data de lançamento original: 3 de dezembro de 2009 | Anos de lançamento por sistema: 2009 – iOS |
| Ace Combat Xi: Skies of Incursion Data de lançamento original: 3 de dezembro de 2009 | Notas: - Desenvolvido e publicado pela Namco Bandai Games |
| Ace Combat: Joint Assault Datas de lançamento originais: - JP: 26 de agosto de 2010 - AN: 31 de agosto de 2010 - EU: 24 de setembro de 2010                                                             | Anos de lançamento por sistema: 2010 – PlayStation Portable |
| Ace Combat: Joint Assault Datas de lançamento originais: - JP: 26 de agosto de 2010 - AN: 31 de agosto de 2010 - EU: 24 de setembro de 2010                                                             | Notas: - Desenvolvido pela Access Games - Publicado pela Namco Bandai Games - Chamado no Japão de Ace Combat X²: Joint Assault (エースコンバットX2 ジョイントアサルト)                         |
| Ace Combat Assault Horizon: Trigger Finger Data de lançamento original: 22 de dezembro de 2010 | Anos de lançamento por sistema: 2010 – iOS |
| Ace Combat Assault Horizon: Trigger Finger Data de lançamento original: 22 de dezembro de 2010 | Notas: - Desenvolvido e publicado pela Namco Bandai Games |
| Ace Combat: Assault Horizon Datas de lançamento originais: - AN: 11 de outubro de 2011 - JP: 13 de outubro de 2011 - EU: 14 de outubro de 2011                                                          | Anos de lançamento por sistema: 2011 – PlayStation 3, Xbox 360 2013 – Microsoft Windows[carece de fontes?]                                                                                     |
| Ace Combat: Assault Horizon Datas de lançamento originais: - AN: 11 de outubro de 2011 - JP: 13 de outubro de 2011 - EU: 14 de outubro de 2011                                                          | Notas: - Desenvolvido e publicado pela Namco Bandai Games[carece de fontes?] - Versão para Microsoft Windows lançada como Ace Combat: Assault Horizon – Enhanced Edition[carece de fontes?]    |
| Ace Combat: Assault Horizon Legacy Datas de lançamento originais: - AN: 15 de novembro de 2011 - EU: 2 de dezembro de 2011 - JP: 12 de janeiro de 2012                                                  | Anos de lançamento por sistema: 2011 – Nintendo 3DS |
| Ace Combat: Assault Horizon Legacy Datas de lançamento originais: - AN: 15 de novembro de 2011 - EU: 2 de dezembro de 2011 - JP: 12 de janeiro de 2012                                                  | Notas: - Desenvolvido pela Access Games - Publicado pela Namco Bandai Games - Recriação de Ace Combat 2 - Chamado no Japão de Ace Combat 3D: Cross Rumble (エースコンバット 3D クロスランブル) |
| Ace Combat: Northern Wings Data de lançamento original: dezembro de 2011[carece de fontes?] | Anos de lançamento por sistema: 2011 – JavaScript[carece de fontes?] |
| Ace Combat: Northern Wings Data de lançamento original: dezembro de 2011[carece de fontes?] | Notas: - Desenvolvido e publicado pela Namco Bandai Games |
| Ace Combat Infinity Datas de lançamento originais: - JP: 20 de maio de 2014 - AN: 27 de maio de 2014 - EU: 28 de maio de 2014                                                                           | Anos de lançamento por sistema: 2014 – PlayStation 3 |
| Ace Combat Infinity Datas de lançamento originais: - JP: 20 de maio de 2014 - AN: 27 de maio de 2014 - EU: 28 de maio de 2014                                                                           | Notas: - Desenvolvido e publicado pela Bandai Namco Games |

## Outras mídias

### Livros
| Aces at War: A History | Bandai Namco Games         | 13 de outubro de 2011 | [ 37 ] [ 38 ] [ 39 ] |
| Notas: - Livro de arte focado em Ace Combat 04: Shattered Skies, Ace Combat 5: The Unsung War e Ace Combat Zero: The Belkan War - Lançado como parte da Edição Especial de Ace Combat: Assault Horizon |                            |                       |                      |
| Ace Combat: Assault Horizon Master File | GA Graphic                 | março de 2012         | [ 40 ]               |
| Notas: - Livreto detalhando a aeronave ficcional ASF-X Shinden II |                            |                       |                      |
| Ace Combat: Ikaros in the Sky | ASCII Media Works          | 28 de março de 2012   | [ 41 ]               |
| Notas: - Escrito por Heijiro Yamamoto e ilustrado por Kozaki Yūsuke - Romance ficcional relacionado com Ace Combat: Assault Horizon                                                                    |                            |                       |                      |
| Aces at War: A History 2019 | Bandai Namco Entertainment | 17 de janeiro de 2019 | [ 37 ]               |
| Notas: - Atualização do livro de 2011 - Novos materiais sobre Ace Combat 6: Fires of Liberation e Ace Combat 7: Skies Unkown - Lançado como parte da Edição Especial de Ace Combat 7: Skies Unkown     |                            |                       |                      |

### Álbuns
| Título                                                  | Título                                                  | Compositores | Data de lançamento     | Gravadora               | Ref.   |
| ------------------------------------------------------- | ------------------------------------------------------- | --- | ---------------------- | ----------------------- | ------ |
| Ace Combat 3: Electrosphere Direct Audio with AppenDisc | Ace Combat 3: Electrosphere Direct Audio with AppenDisc | Tetsukazu Nakanishi, Koji Nakagawa, Hiroshi Okubo, Go Shiina, Kanako Kakino & Tomoko Tatsuta                                                          | 26 de agosto de 1999   | Media Factory           | [ 42 ] |
|                                                         |                                                         | |                        |                         |        |
| Ace Combat 04: Shattered Skies Original Sound Tracks    | Ace Combat 04: Shattered Skies Original Sound Tracks    | Tetsukazu Nakanishi, Keiki Kobayashi, Hiroshi Okubo & Katsuro Tajima                                                                                  | 19 de dezembro de 2001 | Scitron Digital Content | [ 43 ] |
|                                                         |                                                         | |                        |                         |        |
| Ace Combat 5: The Unsung War Original Soundtrack        | Ace Combat 5: The Unsung War Original Soundtrack        | Keiki Kobayashi, Tetsukazu Nakanishi, Junichi Nakatsuru, Hiroshi Okubo & Katsuro Tajima                                                               | 22 de dezembro de 2004 | King Records            | [ 44 ] |
|                                                         |                                                         | |                        |                         |        |
| Ace Combat Zero: The Belkan War Original Soundtrack     | Ace Combat Zero: The Belkan War Original Soundtrack     | Keiki Kobayashi, Tetsukazu Nakanishi, Hiroshi Okubo & Junichi Nakatsuru                                                                               | 31 de maio de 2006     | King Records            | [ 45 ] |
|                                                         |                                                         | |                        |                         |        |
| Ace Combat 6: Fires of Liberation Original Soundtrack   | Ace Combat 6: Fires of Liberation Original Soundtrack   | Keiki Kobayashi, Tetsukazu Nakanishi, Junichi Nakatsuru, Hiroshi Okubo & Ryuichi Takada                                                               | 21 de novembro de 2007 | King Records            | [ 46 ] |
|                                                         |                                                         | |                        |                         |        |
| Ace Combat 2 Original Soundtrack                        | Ace Combat 2 Original Soundtrack                        | Kohta Takahashi, Hiroshi Okubo, Tetsukazu Nakanishi, Nobuhide Isayama & Go Shiina                                                                     | 26 de agosto de 2010   | Enterbrain              | [ 47 ] |
|                                                         |                                                         | |                        |                         |        |
| Ace Combat: Assault Horizon Original Soundtrack         | Ace Combat: Assault Horizon Original Soundtrack         | Tetsukazu Nakanishi, Hiroshi Okubo, Rio Hamamoto & Norihiko Hibino                                                                                    | 13 de outubro de 2011  | Enterbrain              | [ 48 ] |
|                                                         |                                                         | |                        |                         |        |
| Ace Combat 3D: Cross Rumble Original Soundtrack         | Ace Combat 3D: Cross Rumble Original Soundtrack         | Go Shiina. Tetsukazu Nakanishi, Ryo Watanabe, Rio Hamamoto, Akihiko Ishikawa & Tetsuya Uchida                                                         | 12 de janeiro de 2012  | Enterbrain              | [ 49 ] |
|                                                         |                                                         | |                        |                         |        |
| Ace Combat Infinity & Series Music Best                 | Ace Combat Infinity & Series Music Best                 | Compilação | 30 de setembro de 2014 | Enterbrain              | [ 50 ] |
|                                                         |                                                         | |                        |                         |        |
| Ace Combat 7: Skies Unknown Original Soundtrack         | Ace Combat 7: Skies Unknown Original Soundtrack         | Keiki Kobayashi, Ryo Watanabe, Mitsuhiro Kitadani, Hiroshi Okubo, Junichi Nakatsuru, Tetsukazu Nakanishi, Yusuke Kudo, Yusuke Yamauchi, Yukiko Miyagi | 30 de dezembro de 2019 | SweepRecord             | [ 51 ] |